# Business Plot
Der Business Plot (auch als Wall Street Putsch und The White House Putsch bezeichnet) war eine politische Verschwörung im Jahr 1933 in den Vereinigten Staaten zum Sturz der Regierung von Präsident Franklin D. Roosevelt und der Einführung eines Diktators an deren Stelle. Der pensionierte Marine Corps Major General Smedley D. Butler beteuerte, dass wohlhabende Geschäftsmänner planten, eine faschistische Veteranenorganisation mit Butler als ihrem Anführer zu kreieren und sie in einem Putsch zum Sturz Roosevelts zu benutzen. 1934 bezeugte Butler diese Offenbarungen unter Eid vor dem Komitee für unamerikanische Umtriebe (dem „McCormack–Dickstein-Komitee“) des US-Repräsentantenhauses. Obwohl niemand strafrechtlich verfolgt wurde, erklärte der Abschlussbericht des Kongresskomitees, „es steht außer Frage, dass diese Versuche diskutiert wurden, geplant wurden, und womöglich ausgeführt worden wären, sobald und falls die finanziellen Unterstützer es als zweckmäßig erachteten.“
In der Anfangsphase der Sammlung von Zeugenaussagen durch das Komitee taten die meisten größeren Nachrichtenmedien den Plot ab, so u. a. ein Leitartikel der New York Times, der ihn als „gigantischen Betrug“ charakterisierte. Als der Abschlussbericht des Komitees veröffentlicht wurde, sagte die Times, das Komitee habe „angeblich berichtet, dass eine zweimonatige Untersuchung es davon überzeugt habe, dass General Butlers Geschichte von einem faschistischen Marsch auf Washington erschreckend wahr sei“ und „... behauptete auch, dass eindeutige Beweise gefunden worden waren, dass der viel publizierte faschistische Marsch auf Washington, der von Major Gen. Smedley D. Butler, pensioniert, laut Aussage bei einer Anhörung, angeführt werden sollte, tatsächlich in Betracht gezogen wurde“. Die beteiligten Personen bestritten alle die Existenz einer Verschwörung.
Während Historiker in Frage stellten, ob ein Putsch tatsächlich kurz vor der Ausführung stand, stimmen die meisten darin überein, dass eine Art „wilder Plan“ in Betracht gezogen und diskutiert wurde.

## Hintergrund

### Butler und die Veteranen
Am 17. Juli 1932 versammelten sich Tausende von Veteranen des Ersten Weltkriegs in Washington, D.C., errichteten Zeltlager und forderten die sofortige Zahlung von Prämien, die ihnen gemäß dem World War Adjusted Compensation Act von 1924 zustanden (wodurch bestimmte Prämien ursprünglich frühestens 1925 und alle Prämien spätestens 1945 fällig wurden). Walter W. Waters, ein ehemaliger Armee-Sergeant, führte diese „Bonus-Armee“ an. Sie wurde durch einen Auftritt des pensionierten Marine Corps Major Gen. Smedley Butler, einer damals beliebten militärischen Persönlichkeit, ermutigt. Einige Tage nach Butlers Ankunft befahl Präsident Herbert Hoover, die Demonstranten zu beseitigen, und Kavallerietruppen der US-Armee zerstörten unter dem Kommando von General Douglas MacArthur ihre Lager.
Butler, obwohl er sich selbst als Republikaner bezeichnete, reagierte darauf, indem er Franklin D. Roosevelt bei den US-Präsidentschaftswahlen 1932 unterstützte. Ab 1933 begann Butler, den Kapitalismus und die Bankiers anzuprangern, und erklärte weiter, dass er 33 Jahre lang für die Interessen der Wall Street, der Bankiers und des Großkapitals gekämpft habe, und bezeichnete sich selbst als „Schläger des Kapitalismus“.

### Reaktion auf Roosevelt
Die Wahl Roosevelts war für viele konservative Geschäftsleute der damaligen Zeit beunruhigend, da sein „Wahlkampfversprechen, dass die Regierung Arbeitsplätze für alle Arbeitslosen schaffen würde, den perversen Effekt hätte, eine neue Welle der Arbeitslosigkeit durch Geschäftsleute auszulösen, die durch die Furcht vor dem Sozialismus und rücksichtslosen Staatsausgaben verängstigt wurden.“ Einige Autoren haben gesagt, dass auch Bedenken hinsichtlich des Goldstandards im Spiel waren; Jules Archer schrieb in The Plot to Seize the White House, dass mit dem Ende des Goldstandards „konservative Finanziers entsetzt waren. Sie betrachteten eine Währung, die nicht solide durch Gold gedeckt war, als inflationär, was sowohl das private als auch das geschäftliche Vermögen untergrabe und zum Staatsbankrott führe. Roosevelt wurde als Sozialist oder Kommunist verteufelt, der darauf aus sei, Privatunternehmen zu zerstören, indem er die Golddeckung des Reichtums schwächte, um die Armen zu subventionieren.“

## McCormack-Dickstein-Komitee
Das McCormack-Dickstein-Komitee begann am 20. November 1934 mit der Prüfung von Beweisen für eine angebliche Verschwörung. Am 24. November veröffentlichte das Komitee eine Erklärung, in der die gehörten Aussagen und seine vorläufigen Ergebnisse detailliert beschrieben wurden. Am 15. Februar 1935 legte der Ausschuss seinen Abschlussbericht dem Repräsentantenhaus vor.
Während der Anhörungen des Ausschusses sagte Butler aus, Gerald C. MacGuire habe versucht, ihn für einen Staatsstreich zu rekrutieren, und ihm eine Armee von 500.000 Mann für einen Marsch auf Washington, D.C., und finanzielle Unterstützung versprochen. Butler sagte aus, der Vorwand für den Putsch sei, dass der Gesundheitszustand des Präsidenten angeschlagen sei. Trotz Butlers Unterstützung für Roosevelt bei den Wahlen und seines Rufs als starker Kritiker des Kapitalismus, sagte Butler, die Verschwörer seien der Ansicht, dass sein guter Ruf und seine Popularität entscheidend seien, um Unterstützung in der Öffentlichkeit zu gewinnen, und betrachteten ihn als leichter zu manipulieren als andere. Butler sagte, für den Fall eines erfolgreichen Putsches sei der Plan gewesen, dass er in der neu geschaffenen Position des „Secretary of General Affairs“ nahezu die absolute Macht innegehabt hätte, während Roosevelt eine repräsentative Rolle übernommen hätte. Diejenigen, die von Butler in die Verschwörung verwickelt waren, bestritten alle jede Beteiligung. MacGuire war die einzige von Butler identifizierte Person, die vor dem Komitee aussagte. Andere, die Butler beschuldigte, wurden nicht zur Aussage geladen, weil dem „Ausschuss keine Beweise vorliegen, die es im geringsten rechtfertigen würden, solche Männer vorzuladen … Der Ausschuss wird keine Namen zur Kenntnis nehmen, die zur Aussage gebracht wurden und bloßes Hörensagen darstellen.“
Am letzten Tag des Komitees, dem 29. Januar 1935, veröffentlichte John L. Spivak den ersten von zwei Artikeln in der kommunistischen Zeitschrift New Masses und enthüllte Teile von Zeugenaussagen gegenüber dem Komitee, die als Hörensagen geschwärzt worden waren. Spivak argumentierte, dass die Verschwörung Teil eines Plans von J.P. Morgan und anderen Finanziers war, die sich mit faschistischen Gruppen abstimmten, um Roosevelt zu stürzen.
Der Historiker Hans Schmidt kommt zu dem Schluss, dass Spivak zwar ein überzeugendes Argument dafür vorbrachte, die unterdrückten Zeugenaussagen ernst zu nehmen, aber seinen Artikel mit seinen „übertriebenen“ Behauptungen über jüdische Finanziers verschönerte, die Schmidt als assoziative Schuld abtut, die nicht durch die Beweise der Butler-MacGuire-Gespräche selbst gestützt wird.
Am 25. März 1935 starb MacGuire im Alter von 36 Jahren in einem Krankenhaus in New Haven, Connecticut. Sein behandelnder Arzt im Krankenhaus führte den Tod auf eine Lungenentzündung und ihre Komplikationen zurück, sagte aber auch, dass die Anschuldigungen gegen MacGuire zu seinem geschwächten Zustand und Kollaps geführt hätten, der wiederum zur Lungenentzündung führte.

### Butlers Zeugenaussage im Detail

#### 1933
Am 1. Juli 1933 traf sich Butler zum ersten Mal mit MacGuire und Doyle. Gerald C. MacGuire war ein Anleihenverkäufer für 100 Dollar pro Woche für die Wall-Street-Bankfirma Grayson Murphy & Company und Mitglied der Connecticut American Legion. Bill Doyle war Kommandeur der Massachusetts American Legion. Butler erklärte, er sei gebeten worden, für den National Commander der American Legion zu kandidieren.
Am 3. oder 4. Juli hielt Butler ein zweites Treffen mit MacGuire und Doyle ab. Er erklärte, dass sie angeboten hätten, Hunderte von Unterstützern auf dem Kongress der American Legion dazu zu bringen, um eine Rede zu bitten. MacGuire hinterließ Butler eine maschinengeschriebene Rede, die er auf dem Kongress lesen sollte. „Sie forderte den Kongress der American Legion auf, eine Resolution zu verabschieden, in der die Vereinigten Staaten aufgefordert werden, zum Goldstandard zurückzukehren, damit das Geld, das sie erhalten, wenn Veteranen den ihnen versprochenen Bonus erhalten, kein wertloses Papier ist.“ Die Einbeziehung dieser Forderung verstärkte Butlers Misstrauen weiter.
Etwa am 1. August besuchte MacGuire Butler allein. Butler erklärte, MacGuire habe ihm gesagt, Grayson Murphy habe die Gründung der American Legion in New York unterschrieben, und Butler habe MacGuire gesagt, die American Legion sei „nichts als eine streikbrechende Einheit“. Butler hat Doyle nie wieder gesehen.
Am 24. September besuchte MacGuire Butlers Hotelzimmer in Newark. Ende September traf sich Butler mit Robert Sterling Clark. Clark war Kunstsammler und Erbe des Vermögens der Singer Corporation. MacGuire hatte Clark gekannt, als Clark während des Boxer-Aufstandes ein zweiter Leutnant in China war, wo er den Spitznamen „Millionär-Leutnant“ trug.

#### 1934
In der ersten Hälfte des Jahres 1934 reiste MacGuire nach Europa und schickte Postkarten an Butler. Am 6. März schrieb MacGuire Clark und Clarks Anwalt einen Brief, in dem er das Croix-de-Feu, eine nationalistische französische Liga der Zwischenkriegszeit, beschrieb.
Am 22. August traf Butler MacGuire in einem Hotel, das letzte Mal, als Butler ihn traf. Laut Butlers Bericht bat MacGuire Butler bei dieser Gelegenheit, eine neue Veteranenorganisation zu leiten und einen Putschversuch gegen den Präsidenten zu leiten.
Am 13. September traf Paul Comly French, ein Reporter, der einst Butlers persönlicher Sekretär gewesen war, MacGuire in seinem Büro. Ende September teilte Butler dem Kommandanten der Veterans of Foreign Wars (VFW), James E. Van Zandt, mit, dass Mitverschwörer ihn auf einer bevorstehenden VFW-Konferenz treffen würden.
Am 20. November begann das Komitee mit der Beweisaufnahme. French veröffentlichte die Geschichte am 21. November im Philadelphia Record und in der New York Post. Am 22. November schrieb die New York Times ihren ersten Artikel über die Geschichte und beschrieb sie als „gigantischen Schwindel“.

### Komitee-Berichte
Im vorläufigen Bericht des Kongress-Komitees hieß es:
Diesem Komitee liegen keinerlei Beweise vor, die es im geringsten rechtfertigen würden, solche Männer wie John W. Davis, General Hugh Johnson, General Harbord, Thomas W. Lamont, Admiral Sims oder Hanford MacNider vor dieses zu rufen.
Das Komitee nimmt keine Namen zur Kenntnis, die in die Zeugenaussage eingebracht werden und bloßes Hörensagen darstellen.
Dieses Komitee kümmert sich nicht um voreilige Zeitungsberichte, insbesondere wenn sie vor der Zeugenaussage gegeben und veröffentlicht werden.

Als Ergebnis der Informationen, die diesem Komitee seit einiger Zeit vorliegen, wurde beschlossen, die Geschichte von Major Gen. Smedley D. Butler und anderen Personen, die über einschlägige Kenntnisse verfügen könnten, zu hören. ...
Der Abschlussbericht des Kongress-Komitees vom 15. Februar 1935 sagte:
In den letzten Wochen der Amtszeit des Komitees erhielt es Beweise dafür, dass bestimmte Personen versucht hatten, in diesem Land eine faschistische Organisation zu gründen. Es wurden keine Beweise vorgelegt und dieses Komitee hatte keine, die einen Zusammenhang zwischen diesen Bemühungen und irgendwelchen faschistischen Aktivitäten irgendeines europäischen Landes zeigen würden. Es steht außer Frage, dass diese Versuche diskutiert wurden, geplant wurden, und womöglich ausgeführt worden wären, sobald und falls die finanziellen Unterstützer es als zweckmäßig erachteten.
Dieses Komitee erhielt Beweise von Major Gen. Smedley D. Butler (pensioniert), der zweimal vom Kongress der Vereinigten Staaten ausgezeichnet wurde. Er sagte vor dem Komitee über Gespräche mit einem gewissen Gerald C. MacGuire aus, in denen letzterer angeblich die Bildung einer faschistischen Armee unter der Führung von General Butler vorgeschlagen hatte.

MacGuire bestritt diese Anschuldigungen unter Eid, aber ihr Komitee war in der Lage, alle einschlägigen Aussagen von General Butler zu verifizieren, mit Ausnahme der direkten Aussage, die die Gründung der Organisation nahelegte. Dies wurde jedoch in der Korrespondenz MacGuires mit seinem Auftraggeber Robert Sterling Clark aus New York City bestätigt, während MacGuire sich im Ausland aufhielt, um die verschiedenen Formen faschistischer Veteranenorganisationen zu studieren.